# Golobrđe
Golobrđe (cyr. Голобрђе) – wieś w Bośni i Hercegowinie, w Republice Serbskiej, w gminie Bileća. W 2013 roku liczyła 29 mieszkańców.